# Dänische Futsalnationalmannschaft
Die dänische Futsalnationalmannschaft ist eine repräsentative Auswahl dänischer Futsalspieler. Die Mannschaft vertritt den dänischen Fußballverband bei internationalen Begegnungen.

## Abschneiden bei Turnieren
Auf Einladung der FIFA entsendete der dänische Fußballverband 1989 ein Team zur ersten Futsal-Weltmeisterschaft in den Niederlanden. Mit Jan Rindom, Torben Johansen, Brian Laudrup, Lars Olsen, Peter Bonde, Bent Egsmark Christensen, Jacob Svinggaard, Ole Møller Nielsen, Sigurd Kristensen, Kurt Jørgensen und Erik Trude Jensen bestand das Team ausschließlich aus Großfeld-Profis, einige davon dänische A-Nationalspieler. Als Trainer fungierte der Nationaltrainer des Fußballteams, Richard Møller Nielsen. Nach einer Auftaktniederlage gegen Gastgeber Niederlande und einem Unentschieden gegen Paraguay, reichte der Sieg zum Gruppenabschluss gegen Algerien nur zum 3. Platz und damit nicht zum Weiterkommen. In der Folge trat erst 2012 wieder ein vom Verband entsendetes dänisches Nationalteam in Erscheinung.

### Futsal-Weltmeisterschaft
- 1989 – Vorrunde
- 1992 bis 2012 – nicht teilgenommen
- 2016 – nicht qualifiziert
- 2021 – nicht qualifiziert
- 2024 – nicht qualifiziert

### Futsal-Europameisterschaft
- 1996 bis 2012 – nicht teilgenommen
- 2014 – nicht qualifiziert
- 2016 – nicht qualifiziert
- 2018 – nicht qualifiziert
- 2022 – nicht qualifiziert
- 2024 – nicht qualifiziert